# Papagaio-da-serra
O papagaio-da-serra, papagaio-d'óculos-vermelhos ou papagaio-charão (Amazona pretrei) ou simplesmente charão (nome científico: Amazona pretrei), é uma espécie de papagaio endêmica do sul do Brasil, ocorre no Rio Grande do Sul e Santa Catarina, regiões onde existe o pinheiro-do-paraná, de cujas sementes se alimenta. A espécie mede cerca de 32 cm de comprimento, plumagem verde com máscara, encontro, álula e calções escarlates e base do bico laranja. Está ameaçado de extinção. Também é conhecido pelos nomes de charã, charão, chorão, maragato, papagaio-serrano e serrano.

## Etimologia
Seu nome científico significa: do (francês) amazona nome dado a várias espécies de papagaios tropicais; relativo ao Rio Amazonas, relativo a Floresta Amazônica; e de 'pretrei= homenagem ao artista suíço e pintor de pássaros do Museu de História Natural de Paris-Jean Gabriel Prêtre (1800–1840). Papagaio de Prêtre. ou papagaio de Prêtre, da floresta Amazônica.

## População
A população do papagaio-charão vem sendo monitorada de maneira sistemática desde 1991, por pesquisadores do Projeto Charão, e os resultados indicam que a população mínima total da espécie, atualmente apresenta um tamanho de cerca de 20.000 aves.
A espécie está intimamente associada às florestas com araucárias do nordeste do Rio Grande do Sul e sudeste de Santa Catarina durante o período de maturação das sementes do pinheiro-brasileiro, principalmente entre março e julho, quando os pinhões constituem o principal item alimentar dos papagaios. Nos demais meses do ano, contemplando seu período reprodutivo, o papagaio-charão distribui-se por uma ampla área, principalmente no nordeste, centro e sudeste do Rio Grande do Sul. Nesse período, ocupa uma paisagem caracterizada por pequenas formações florestais conhecidas por capões de mato, em meio a áreas abertas, hoje bastante antropomorfizadas, constituídas por campos ou lavouras. Utiliza como dormitório áreas de pinos e eucalipto.

## Galeria

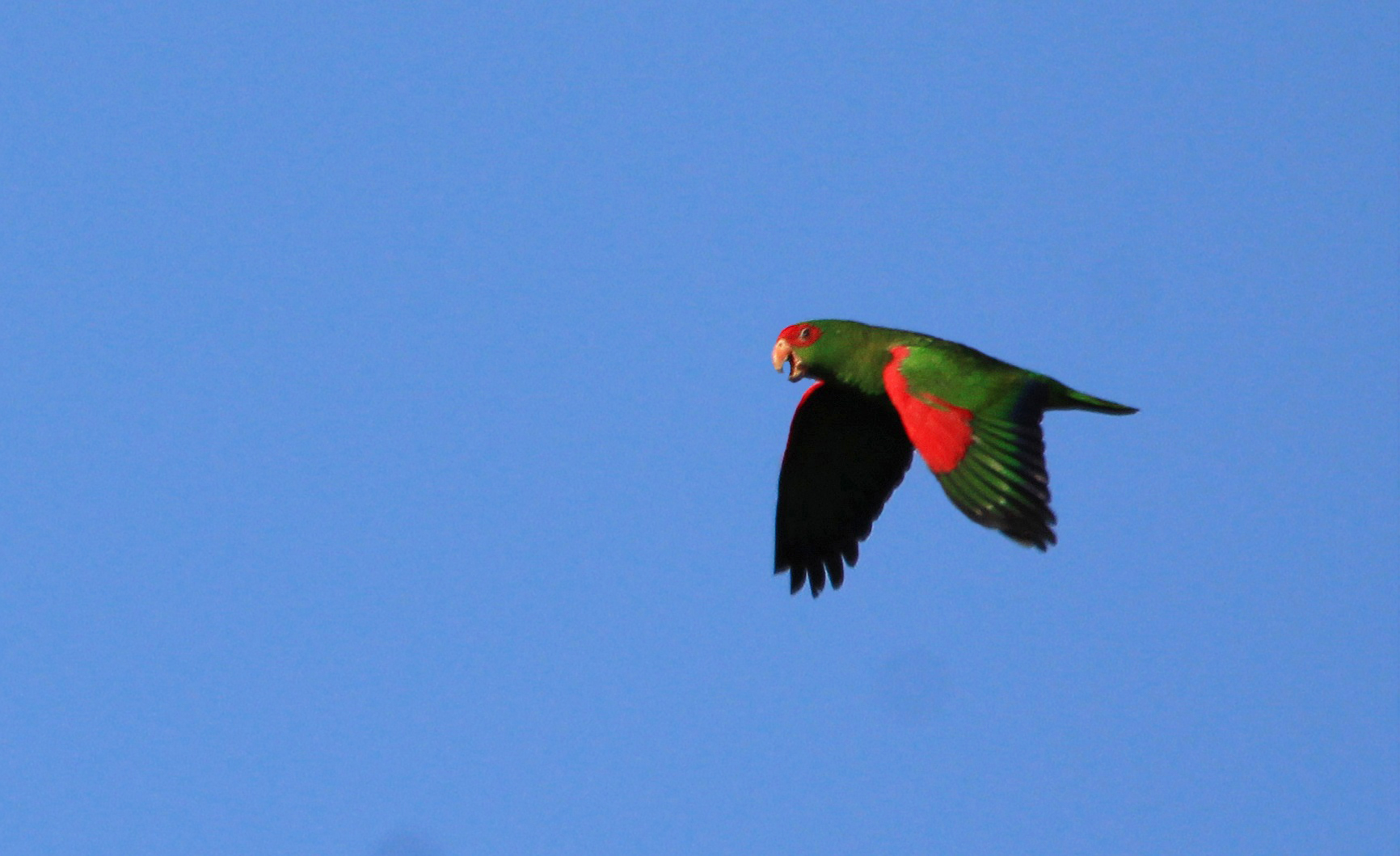
Exemplar selvagem fotografado em setembro de 2020 em Santa Maria-RS